# Leonard Kelly
Pour les articles homonymes, voir Kelly.
Temple de la renommée : 1969
Leonard Patrick Kelly, dit Red Kelly, né le 9 juillet 1927 à Simcoe en Ontario et mort le 2 mai 2019 à Toronto, est un joueur professionnel canadien de hockey sur glace qui a évolué dans la Ligue nationale de hockey. Il a aussi été élu député du Parti libéral du Canada pour la circonscription de York-Ouest à la Chambre des communes du Canada de 1962 à 1965.
Il est un des dix membres du Temple de la renommée du hockey à avoir été intronisés avant les trois ans de délai habituels.
Il évoluait au poste de défenseur avec une réputation de joueur solide.

## Carrière

### Carrière de joueur
Au cours de la saison 1946-1947 de la LNH, Leonard Kelly rejoint l'équipe des Red Wings de Détroit chez qui il reste pour de nombreuses saisons. En 1954, il reçoit le trophée James-Norris, récompensant le meilleur défenseur de la ligue. De plus au cours des saisons 1951, 1953 et 1954, il reçoit le trophée Lady Byng pour son état d'esprit irréprochable.
Ses qualités mises en avant étaient à la fois sa rigueur défensive mais également un certain talent au maniement du palet aussi bien au niveau du contrôle qu'au niveau de la transmission. Grâce à ses qualités, les Red Wings pouvaient aisément et rapidement sortir de leur zone défensive pour porter le danger au sein de la défense adverse.
Il put également assurer l'intérim lorsque l'attaque de l'équipe était trop diminuée.
Au cours de sa carrière à Detroit, l'équipe a remporté à quatre reprises la Coupe Stanley et il fut sélectionné six fois dans l'équipe de la saison des meilleurs joueurs de la Ligue.
Malgré tout l'histoire entre Kelly et la direction de Detroit commence à s'effriter et quand en février, les Red Wings annoncent le transfert de Kelly au sein des Rangers de New York, Kelly préfère annoncer sa retraite annulant par la même le transfert.
L'entraîneur des Maple Leafs de Toronto, Punch Imlach, fit tout ce qui était en son pouvoir pour balayer les réticences de Kelly afin de le faire signer et il commence alors au cours de la saison 1960-1961 de la LNH une saison d'attaquant à temps plein.
Ainsi il forme avec Frank Mahovlich un tandem très efficace et il gagne même cette année-là son quatrième trophée Lady Byng.
Il reste à Toronto pour huit saisons, remporte quatre Coupe Stanley et sa notoriété dépasse même le cadre de la patinoire. Ainsi de 1962-1965 il fait de la politique et devient membre du parlement de la région de York-Ouest.

### Carrière d'entraîneur
Pour la saison 1967-1968 de la LNH, après que Toronto ait remporté une nouvelle Coupe Stanley, Leonard Kelly est transféré aux Kings de Los Angeles.
Il arrive dans son nouveau club, ni en tant que défenseur, ni en tant qu'attaquant mais en tant que entraîneur. Il occupe ce poste pour deux saisons et permet à l'équipe d'accéder à deux reprises aux séries éliminatoires. Il passe alors aux Penguins de Pittsburgh pour trois saisons (dont deux qualifications pour les séries) puis retourne à Toronto en 1973.
Il reste à la tête de l'équipe de la saison 1973-1974 à la saison 1976-1977, quatre saisons au cours desquelles les séries éliminatoires sont atteintes, mais jamais le stade des quarts de finale n'est dépassé.
En 2001, il est promu membre de l'Ordre du Canada.

## Carrière politique
Lors des élections fédérales de 1962, il se présente pour le Parti libéral du Canada dans la circonscription torontoise de York-Ouest et défait le député sortant John Hamilton (en) du Parti progressiste-conservateur. Il est réélu lors des élections de 1963, défaisant le candidat du Parti progressiste-conservateur et agent de joueurs de hockey Alan Eagleson. Il a continué sa carrière de joueur de hockey pendant ses mandats à la Chambre des communes. Il ne se représente pas lors des élections fédérales de 1965.

## Mort
Red Kelly meurt à Toronto le 2 mai 2019 à l'âge de 91 ans.

## Parenté dans le sport
Leonard Kelly est le grand-oncle du joueur de hockey professionnel Mark Jankowski.

## Statistiques
| Saison     | Équipe                           | Ligue      |       | Saison régulière | Saison régulière | Saison régulière | Saison régulière | Saison régulière |    | Séries éliminatoires | Séries éliminatoires | Séries éliminatoires | Séries éliminatoires | Séries éliminatoires |
| Saison     | Équipe                           | Ligue      | PJ    | B                | A                | Pts              | Pun              | PJ               | B  | A                    | Pts                  | Pun                  |                      |                      |
| 1946-1947  | Majors du Collège de St. Michael | OHA        | 30    | 9                | 24               | 33               | 13               |                  |    |                      |                      |                      |                      |                      |
| 1947-1948  | Red Wings de Détroit             | LNH        | 60    | 6                | 14               | 20               | 13               | 10               | 3  | 2                    | 5                    | 2                    |                      |                      |
| 1948-1949  | Red Wings de Détroit             | LNH        | 59    | 5                | 11               | 16               | 10               | 11               | 1  | 1                    | 2                    | 6                    |                      |                      |
| 1949-1950  | Red Wings de Détroit             | LNH        | 70    | 15               | 25               | 40               | 9                | 14               | 1  | 3                    | 4                    | 2                    |                      |                      |
| 1950-1951  | Red Wings de Détroit             | LNH        | 70    | 17               | 37               | 54               | 24               | 6                | 0  | 1                    | 1                    | 0                    |                      |                      |
| 1951-1952  | Red Wings de Détroit             | LNH        | 67    | 16               | 31               | 47               | 16               | 5                | 1  | 0                    | 1                    | 0                    |                      |                      |
| 1952-1953  | Red Wings de Détroit             | LNH        | 70    | 19               | 27               | 46               | 8                | 6                | 0  | 4                    | 4                    | 0                    |                      |                      |
| 1953-1954  | Red Wings de Détroit             | LNH        | 62    | 16               | 33               | 49               | 18               | 12               | 5  | 1                    | 6                    | 4                    |                      |                      |
| 1954-1955  | Red Wings de Détroit             | LNH        | 70    | 15               | 30               | 45               | 28               | 11               | 2  | 4                    | 6                    | 17                   |                      |                      |
| 1955-1956  | Red Wings de Détroit             | LNH        | 70    | 16               | 34               | 50               | 39               | 10               | 2  | 4                    | 6                    | 2                    |                      |                      |
| 1956-1957  | Red Wings de Détroit             | LNH        | 70    | 10               | 25               | 35               | 18               | 5                | 1  | 0                    | 1                    | 0                    |                      |                      |
| 1957-1958  | Red Wings de Détroit             | LNH        | 61    | 13               | 18               | 31               | 26               | 4                | 0  | 1                    | 1                    | 2                    |                      |                      |
| 1958-1959  | Red Wings de Détroit             | LNH        | 67    | 8                | 13               | 21               | 34               |                  |    |                      |                      |                      |                      |                      |
| 1959-1960  | Red Wings de Détroit             | LNH        | 50    | 6                | 12               | 18               | 10               |                  |    |                      |                      |                      |                      |                      |
| 1959-1960  | Maple Leafs de Toronto           | LNH        | 18    | 6                | 5                | 11               | 8                | 10               | 3  | 8                    | 11                   | 2                    |                      |                      |
| 1960-1961  | Maple Leafs de Toronto           | LNH        | 64    | 20               | 50               | 70               | 12               | 2                | 1  | 0                    | 1                    | 0                    |                      |                      |
| 1961-1962  | Maple Leafs de Toronto           | LNH        | 58    | 22               | 27               | 49               | 6                | 12               | 4  | 6                    | 10                   | 0                    |                      |                      |
| 1962-1963  | Maple Leafs de Toronto           | LNH        | 66    | 20               | 40               | 60               | 8                | 10               | 2  | 6                    | 8                    | 6                    |                      |                      |
| 1963-1964  | Maple Leafs de Toronto           | LNH        | 70    | 11               | 34               | 45               | 16               | 14               | 4  | 9                    | 13                   | 4                    |                      |                      |
| 1964-1965  | Maple Leafs de Toronto           | LNH        | 70    | 18               | 28               | 46               | 8                | 6                | 3  | 2                    | 5                    | 2                    |                      |                      |
| 1965-1966  | Maple Leafs de Toronto           | LNH        | 63    | 8                | 24               | 32               | 12               | 4                | 0  | 2                    | 2                    | 0                    |                      |                      |
| 1966-1967  | Maple Leafs de Toronto           | LNH        | 61    | 14               | 24               | 38               | 4                | 12               | 0  | 5                    | 5                    | 2                    |                      |                      |
| Totaux LNH | Totaux LNH                       | Totaux LNH | 1 316 | 281              | 542              | 823              | 327              | 164              | 33 | 59                   | 92                   | 51                   |                      |                      |